# Lili Reinhart
Lili Pauline Reinhart, född 13 september 1996 i Cleveland i Ohio, är en amerikansk skådespelare och författare. Hon har bland annat gjort rollen som Betty Cooper i CW-dramaserien Riverdale (2017–) och som Annabelle i filmen Hustlers (2019). År 2020 spelade hon som Grace i filmen Chemical Hearts.

## Biografi
Reinhart växte upp i Bay Village i Ohio. Hon är av tysk och fransk härkomst och har angett att hennes efternamn är av tyskt ursprung. Hon utvecklade en kärlek för sång, skådespel och dans vid 10 års ålder och bad sin mor att köra henne till New York för provspelningar. Reinhart flyttade till Los Angeles när hon var 18 år för att utöva skådespeleri och gav nästan upp efter fem månader.

## Karriär

### Skådespeleri
Hon medverkade i filmerna The Kings of Summer (2013), Miss Stevens (2016) och The Good Neighbor (2016).
Den 9 februari 2016 rollbesattes Reinhart som Betty Cooper, "söt, noggrann, tillmötesgående och har en enorm förälskelse på sin långvariga bästa vän, Archie" i TV-serien Riverdale. Serien hade premiär 26 januari 2017 och förnyades för en femte säsong.
Bland hennes filmroller i slutet av 2010-talet spelade Reinhart med i Mélanie Laurents Galveston (2018), och i Lorene Scafarias Hustlers (2019).

### Skrivande
Den 8 oktober 2019 tillkännagavs att Reinhart kommer att publicera en bok med dikter som kallas Swimming Lessons: Poems. Reinhart uppgav att hon bestämde att hon ville dela sin poesi med världen trots sin rädsla för att göra det och att hennes egna erfarenheter inspirerade samlingen. Swimming Lessons var ursprungligen planerad att släppas den 5 maj 2020 men försenades till 29 september 2020.
Reinhart skrev förordet till Lang Leavs kommande bok, September Love.

### Partnerskap
Den 24 oktober 2019 meddelade Reinhart att hon samarbetade med American Express för omlanseringen av dess AmexGreen Card. I oktober 2019 blev Reinhart också talesman och ambassadör för CoverGirl.

## Privatliv
Reinhart diagnostiserades med depression vid 14 års ålder. Hon lider också av ångest och dysmorfofobi. I juni 2020 avslöjade Reinhart att hon är bisexuell.

## Filmografi

### Film
| År   | Titel               | Roll          | Anmärkning              |
| ---- | ------------------- | ------------- | ----------------------- |
| 2013 | The Kings of Summer | Vicki         |                         |
| 2016 | Miss Stevens        | Margot Jensen |                         |
| 2016 | The Good Neighbor   | Ashley        |                         |
| 2018 | Galveston           | Tiffany       |                         |
| 2019 | Hustlers            | Annabelle     |                         |
| 2019 | Charlie's Angels    | Ängel rekryt  |                         |
| 2020 | Chemical Hearts     | Grace Town    | Även exekutiv producent |

### TV
| År    | Titel            | Roll              | Anmärkning                             |
| ----- | ---------------- | ----------------- | -------------------------------------- |
| 2014  | Surviving Jack   | Heather Blumeyer  | 6 avsnitt                              |
| 2017– | Riverdale        | Betty Cooper      | Huvudroll                              |
| 2020  | Together at Home | Sig själv         | TV-special                             |
| 2020  | Simpsons         | Bella-Ella (röst) | Avsnitt: "The Hateful Eight-Year-Olds" |